# Sinfonía en Negro
Sinfonía en Negro, Homenaje a Martin Luther King is een compositie van Leonardo Balada. 
Het werk kwam tot stand na een opdracht van de Nationale Radio van Spanje. Alhoewel Balada van huis uit een Spaans/Catalaans componist is, werd inspiratie voor deze eerste symfonie van Balada gehaald uit Afro-Amerikaanse muziek en dito literatuur. Dat laatste was afkomstig uit de pennen van Emilio Ballagas en Nicolás Guillén, die toen invloed hadden op het culturele leven in met name Frankrijk zowel op literair gebied als op het gebied van schilderkunst.
Balada zou later nog vele "hommages" schrijven aan bijvoorbeeld Pablo Casals en Pablo de Sarasate. De muziek van de Hommage aan Martin Luther King kende wel enige bekendheid. Die kwam te vervallen toen de moderne muziek uit de jaren ’70 waarvan dit een vroeg voorbeeld is aan populariteit inboette. Na de première in Madrid door het Radiosymfonieorkest van Spanje onder leiding van Enrique Garcia Asensio op 21 juni 1969 vertrok het orkest en werk naar de Verenigde Staten, alwaar het in Carnegie Hall en Kennedy Center te horen is geweest. 
Balada ontmoette King in 1967, een jaar voordat King op 4 april 1968 werd vermoord. Balada schreef vervolgens een symfonie die voor wat betreft thema terugverwijst naar de slavernij en het eind daarvan. In de jaren ’60 kwam het officiële racisme in de Verenigde Staten ten einde, praktisch was dat pas veel later het geval.
De symfonie kent vier delen:
- Opresión (onderdrukking)
- Cadenas (ketens)
- Visión (visie)
- Triunfo (triomf)

Balada schreef het voor:
- 2 dwarsfluiten, 2 hobo’s, 2 klarinetten, 2 fagotten
- 2 hoorns, 3 trompetten, 2 trombones, 1 tuba
- 3 man/vrouw percussie, piano
- violen, altviolen, celli, contrabassen